# خورشیدگرفتگی ۲۱ سپتامبر ۲۰۲۵
خورشیدگرفتگی ۲۱ سپتامبر ۲۰۲۵ (به انگلیسی: Solar eclipse of September 21, 2025) یک خورشیدگرفتگی از نوع خورشیدگرفتگی جزئی است. این خورشیدگرفتگی در تاریخ ۲۱ سپتامبر ۲۰۲۵ میلادی (‎۳۰ شهریور ۱۴۰۴ خورشیدی) روی خواهد داد که زمان اوج آن، ساعت ۱۹:۴۳:۰۴ به‌وقت ساعت هماهنگ جهانی است.